# Дакенхајм
Дакенхајм (њем. Dackenheim) општина је у њемачкој савезној држави Рајна-Палатинат. Једно је од 48 општинских средишта округа Бад Диркхајм. Према процјени из 2010. у општини је живјело 446 становника. Посједује регионалну шифру (AGS) 7332008.

## Географски и демографски подаци
Дакенхајм се налази у савезној држави Рајна-Палатинат у округу Бад Диркхајм. Општина се налази на надморској висини од 170 метара. Површина општине износи 3,3 km². У самом мјесту је, према процјени из 2010. године, живјело 446 становника. Просјечна густина становништва износи 134 становника/km².

## Међународна сарадња
| Мјесто | Држава    | Врста сарадње | Од    |
| ------ | --------- | ------------- | ----- |
| Плаус  | Италија   | партнерство   | 1972. |
|        | Француска | партнерство   | 1989. |
| Извор  |           |               |       |